# آنی برودبنت
آنی برودبنت (انگلیسی: Annie Broadbent; ۹ ژوئن ۱۹۰۸ – ۱۴ ژانویهٔ ۱۹۹۶) ژیمناست هنری زن اهل بریتانیا بود.